# Amanita virosa
Amanita virosa, vulgarmente conhecido como anjo-destruidor-europeu, é um fungo venenoso mortal do filo Basidiomycota, e uma das muitas espécies do género Amanita. Ocorre na Europa, associado a várias árvores decíduas e coníferas. Os corpos frutíferos (cogumelos) surgem durante o verão e outono; tanto o chapéu como as lamelas são totalmente brancos.
Os espécimes imaturos desta espécies assemelham-se a várias espécies comestíveis, aumentando o risco de envenenamento acidental. Juntamente com outros membros do mesmo género,é um dos mais venenosos dos cogumelos venenosos conhecidos; a sua principal micotoxina é a α-amanitina, a qual causa danos ao fígado e rins, muitas vezes de forma fatal. Conhecem-se apenas alguns antídotos, um dos quais é um composto obtido do cardo-leitoso (Silybum spp.).

## Taxonomia e designação
O nome comum anjo-destruidor é aplicado a várias espécies venenosas de Amanita de cor branca, a esta espécie na Europa e a Amanita bisporiga e A. ocreata na América do Norte. A. virosa foi colhida e descrita pela primeira vez por Elias Magnus Fries na Suécia. O seu epíteto específico virosa é derivado do adjetivo latino virōsus que significa 'tóxico'.

## Descrição
A. virosa surge inicialmente como uma objecto de forma oval coberto por um véu universal. À medida que cresce, o cogumelo liberta-se do véu, apesar de poderem existir pedaços dele na orla do chapéu. Este é inicialmente cónico com orlas dobradas para dentro, antes de tornar-se hemisférico e mais achatado com um diâmetro de até 12 cm. Tem muitas vezes uma "bossa" distintiva; pode ser pelado, e é branco, embora o centro possa ter a cor do marfim. As lamelas são brancas, bem como o estipe e a volva. O estipe é delgado e tem até 15 cm de altura, exibindo um anel. A esporada é branca e os esporos têm forma oval e comprimentos entre os 7 e 10 μm. Quando manchados com uma solução de iodo tornam-se azuis. A carne é branca, com um sabor que lembra o rábano, e torna-se amarela-brilhante com o hidróxido de sódio.
Este fungo ilustra bem o risco de se colherem cogumelos imaturos, pois assemelha-se aos cogumelos comestíveis Agaricus arvensis e  A. campestris, e aos peidos-de-lobo (Lycoperdon spp. ), antes dos chapéus abrirem e de as lamelas tornarem-se visíveis.
O facto de um cogumelo poder ser pelado tem sido tomado como um indicador de comestibilidade na colheita de cogumelos, sendo um erro potencialmente letal se cometido com esta espécie. Não é claro porquê esta espécie, que se assemelha mais a espécies comestíveis, foi implicado em menos mortes que Amanita phalloides, sendo a sua raridade uma razão potencial.

## Distribuição e habitat
A. virosa é encontrado em bosques mistos,especialmente em associação com a faia, em solo musgosos durante o verão e outono. Todas as espécies de Amanita formam ectomicorrizas com as raízes de certas árvores.

## Toxicidade

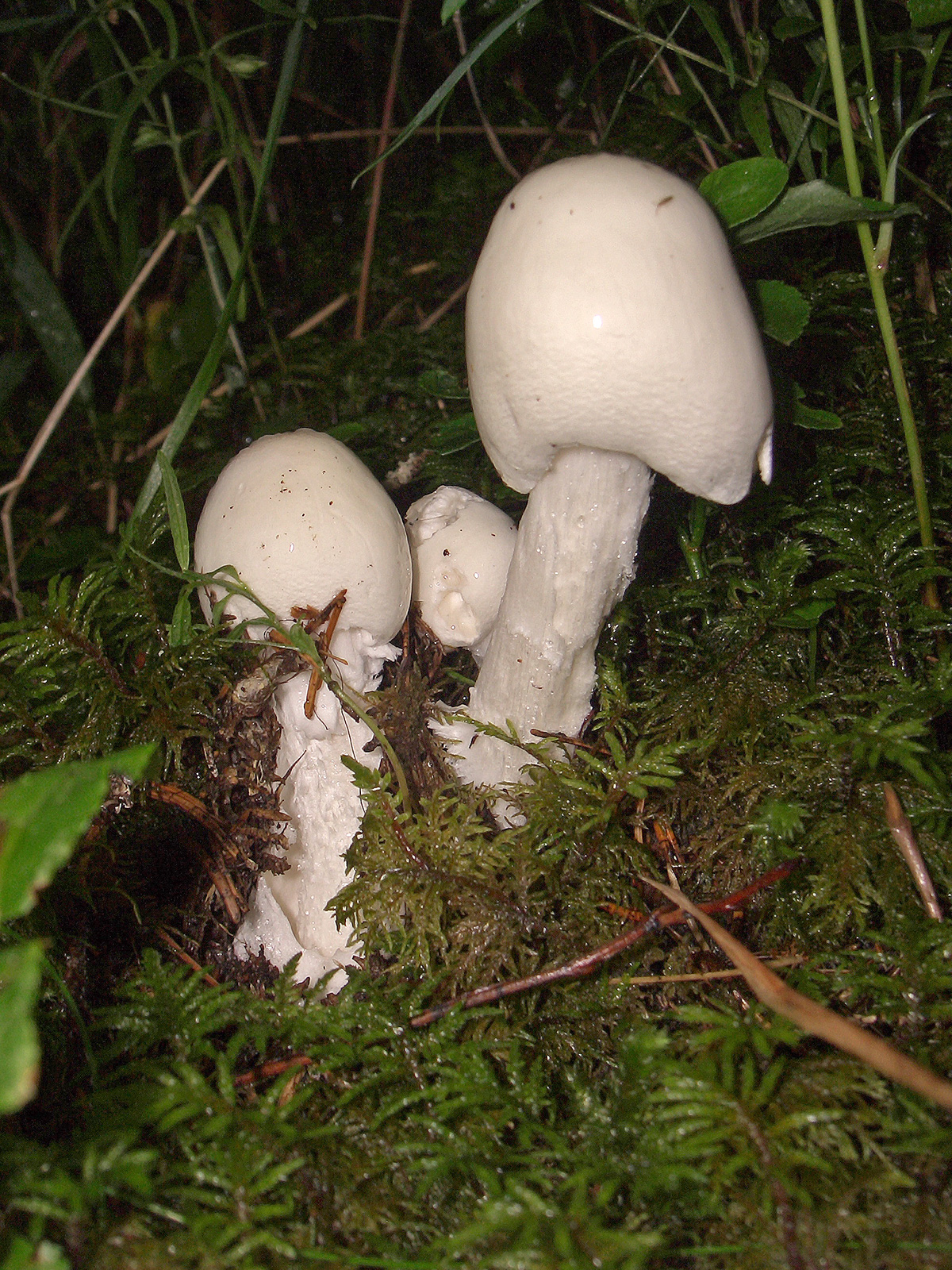
Corpos frutíferos jovens com chapéus cónicos

Amanita virosa é altamente tóxico, e é responsável por envenenamentos graves. Tal como o seu parente próximo A. phalloides, contém as muito tóxicas amatoxinas, bem como falotoxinas. Algumas autoridades aconselham fortemente contra a colocação destes fungos junto com outros apanhados para consumo, bem como evitar tocá-los.
As amatoxinas consistem de pelo menos oito compostos com estrutura similar de oito aneis de aminoácidos; foram isoladas em 1941 por Heinrich O. Wieland e Rudolf Hallermayer da Universidade de Munique. Dentre as amatoxinas, a α-amanitina é o componente principal e juntamente com a  β-amanitina é provavelmente responsável pelos efeitos tóxicos. O seu principal mecanismo tóxico é a inibição da ARN polimerase II, uma enzima vital para a síntese de ARN mensageiro (ARNm), micro-ARN, e pequeno ARN nuclear. Sem o ARNm a síntese de proteínas e logo todo o metabolismo celular param e as células morrem. O fígado é o principal órgão afetado, pois é o primeiro órgão a ser atingido após a absorção no trato gastrointestinal, apesar de outros órgãos, como os rins, serem suscetíveis.
As falotoxinas consistem de pelo menos sete compostos, todos com sete aneis de péptidos similares. A faloidina foi isolada em 1937 por Feodor Lynen, estudante e genro de Heinrich Wieland, e Ulrich Wieland da Universidade de Munique. Apesar de as falotoxinas serem altamente tóxicas para as células hepáticas, descobriu-se entretanto terem um impacto reduzido na toxicidade do anjo-destruidor pois não são absorvidas por via intestinal. Adicionalmente, a faloidina é também encontrada no muito apreciado cogumelo comestível Amanita rubescen. Outro grupo de péptidos com atividade menor são as virotoxinas, que consistem de seis heptapéptidos monocíclicos similares. Tal como as falotoxinas não produzem toxicidade aguda após ingestão em humanos.

### Tratamento
A ingestão de Amanita virosa é uma emergência médica que requer hospitalização. Existem quatro categorias principais de tratamento do envenenamento: cuidados médicos preliminares, medidas de suporte, tratamentos específicos, e transplante do fígado.
O cuidado preliminar consiste na descontaminação gástrica, por carvão ativado ou lavagem gástrica. Contudo, devido ao tempo que decorre entre a ingestão e os primeiros sintomas de envenenamento, é normal os pacientes aparecerem nos hospitais muitas horas após a ingestão, potencialmente reduzindo a eficácia destas intervenções. As medidas de suporte são dirigidas para o tratamento da desidratação que resulta da perda de fluidos durante a fase gastro-intestinal da intoxicação e correção da acidose metabólica, hipoglicemia, desequilíbrios eletrolíticos, e diminuição da capacidade de coagulação.
Não existe um antídoto definitivo para o envenenamento com amatoxinas, mas alguns tratamentos específicos melhoram as hipóteses de sobrevivência. A administração contínua de doses elevadas de penicilina G por via intravenosa parecem ser benéficas, apesar de o mecanismo exato ser desconhecido, e os testes com cefalosporinas parecem prometedores. Existem algumas evidências de que a administração intravenosa de silibinina, um extrato de cardo-mariano (Silybum marianum), pode ser benéfico na redução dos efeitos do envenenamento com A. virosa. A silibinina evita a absorção das amatoxinas pelos hepatócitos, protegendo assim o tecido hepático não danificado; estimula também as ARN polimerases dependentes do ADN, levando a um aumento da síntese de ARN. N-acetilcisteína mostrou-se prometedora em combinação com outras terapias. Estudos com animais indicam que as amatoxinas consumem a glutationa hepática; a N-acetilcisteína funciona como um precursor da glutationa e poderá assim prevenir a redução dos níveis de glutationa e o subsequente dano hepático. Nenhum dos antídotos usados foi sujeito a ensaios clínicos aleatórios, e apenas estão disponíveis informações de caráter informal. A silibinina e a N-acetilcisteína parecem ser as terapias com maior benefício potencial. Doses repetidas de carvão ativado podem ser úteis na absorção de algumas toxinas que retornam ao trato gastrointestinal após circulação entero-hepática. Têm sido testados outros métodos de melhorar a eliminação das toxinas; técnicas como a hemodiálise, hemoperfusão, plasmaferese, e diálise peritoneal são ocasionalmente bem sucedidas mas não parecem melhorar o resultado final em termos globais.
Em pacientes que desenvolvem falha hepática, um transplante do fígado é muitas vezes a única opção para evitar a morte. Os transplantes de fígado tornaram-se uma opção bem estabelecida em casos de envenenamento por amatoxinas. Porém, trata-se de um assunto complicado, pois os próprios transplantes podem ter complicações significativas, incluindo morte; os pacientes requerem imunossupressão a longo prazo para manterem o transplante. Assim, têm sido reavaliados os critérios como surgimento de sintomas, tempo da protrombina, bilirrubina sérica, e a presença de encefalopatia, para determinar em que momento um transplante se torna necessário à sobrevivência. As evidências existentes sugerem que, apesar de as taxas de sobrevivência terem melhorado com o tratamento médico moderno, em pacientes com envenenamento moderado a severo cerca de metade dos que recuperaram sofreram danos hepáticos permanentes. Contudo, um estudo de seguimento mostrou que a maioria dos sobreviventes recupera completamente sem sequelas se tratados até 36 horas após a ingestão dos cogumelos.